# Кампо Калабро
Ка̀мпо Ка̀лабро (на италиански: Campo Calabro) е малко градче и община в Южна Италия, провинция Реджо Калабрия, регион Калабрия. Разположено е на 158 m надморска височина. Населението на общината е 4519 души (към 2013 г.).